# Herišef
| Hr · Z1 | S · Z1 · N21 | f |

| Hr · Z1 | S · Z1 · N21 | f |

Herišef ali Heršef (egipčansko Ḥry-š=f , On, ki je na svojem jezeru, transkibirano v grščino kot starogrško Ἁρσαφής, Arsafes/Harsafes) je bil staroegipčanski bog oven s kultnim središčem v Herakleopolu (zdaj Ihnasiyyah al-Madinah).  V egipčanski mitologiji se je istovetil z Rajem in Ozirisom, v ptolomejskem obdobju pa tudi z grškim Dionizom. Istovetenje s Herkulom bi lahko bilo povezano z dejstvom, da so njegovo ime brali tudi Ḥry-šf.t kar pomeni Tisti, ki je nadvse močan. Eden od njegovih nazivov je bil tudi Vladar rečnih bregov. Herišef je bil bog stvarstva in plodnosti, rojen iz prvinskih voda. Upodabljali so ga kot moža z ovnovo glavo ali kot ovna.

## Vir
- Hart, George (2005): Heryshaf, The Routledge dictionary of Egyptian gods and goddesses (2nd ed.). London, New York: Routledge. str. 68–69. ISBN 978-0-415-36116-3. OCLC 57281093. Pridobljeno 16. decembra 2009.